# Radio Bremen Melodie
Radio Bremen Melodie (auch: Radio Bremen 3 – Melodie) war der Name des dritten Hörfunkprogramms von Radio Bremen. Aufgrund massiver Mittelkürzungen musste die Welle am 30. April 2001 eingestellt werden. Sie ging mit Radio Bremen 1 Hansawelle zusammen im neuen Programm Bremen Eins auf.
Zum Schluss warb das Programm mit dem Slogan: „Mehr Musik! Mehr Melodie!“

## Programm
Das Programm durchlief mehrere Umstrukturierungen: zunächst ging es am 1. November 1964 als Gastarbeiterprogramm auf Sendung. Zum 1. Januar 1985 wurde es ein Vollprogramm mit Leichter Musik und Unterhaltung, dann zum 1. September 1992 in eine Klassikwelle verwandelt.
Ab dem 1. November 1998 wurde es wieder eine Melodiewelle (Radio Bremen Melodie) mit Schwerpunkt Regional-Informationen.

## Verbreitung
Das Programm wurde über zwei UKW-Sender in Bremen (96,7 MHz) und Bremerhaven (95,4 MHz) ausgestrahlt. Heute kann über die Bremer Frequenz das Programm von  Bremen NEXT empfangen werden. Über den Sender in Bremerhaven wird heute Bremen Zwei gesendet.

## Letztes Programmschema (1998–2001)

### Montag bis Freitag
| 0.05  | ARD-Nachtexpress                                         | ARD-Nachtexpress                                         |
| 4.05  | ARD-Radiowecker                                          | ARD-Radiowecker                                          |
| 6.05  | Morgenmelodie                                            | Morgenmelodie                                            |
| 9.05  | Melodie am Vormittag                                     | Melodie am Vormittag                                     |
| 12.05 | Melodie am Mittag (darin: 13:00-13:07 Rundschau kompakt) | Melodie am Mittag (darin: 13:00-13:07 Rundschau kompakt) |
| 15.05 | Küstenschnack aus Bremerhaven                            | Küstenschnack aus Bremerhaven                            |
| 17.05 | Mo–Do: Glückwünsche und Musik                            |                                                          |
|       | Fr: Bremer Container                                     |                                                          |
| 18.00 | Rundschau kompakt                                        | Rundschau kompakt                                        |
| 18.07 | Melodie am Abend, darin:                                 | Melodie am Abend, darin:                                 |
|       | Di., 19 bis 20 Uhr: Hits der Volksmusik                  |                                                          |
|       | Mi., 19 bis 20 Uhr: Oldies                               |                                                          |
|       | Do., 19 bis 20 Uhr: Die Deutsche Schlagerparade          |                                                          |
|       | Fr., 19 bis 21 Uhr: Mein Rendezvous                      |                                                          |
| 22.05 | Melodie bis Mitternacht                                  | Melodie bis Mitternacht                                  |

### Samstag
| 0.05  | ARD-Nachtexpress        | ARD-Nachtexpress        |
| 4.05  | ARD-Radiowecker         | ARD-Radiowecker         |
| 6.05  | Morgenmelodie           | Morgenmelodie           |
| 9.05  | Melodie am Vormittag    | Melodie am Vormittag    |
| 12.05 | Melodie am Mittag       | Melodie am Mittag       |
| 15.05 | Auf immer wieder hören  | Auf immer wieder hören  |
| 18.05 | Melodie am Abend        | Melodie am Abend        |
| 22.05 | Melodie bis Mitternacht | Melodie bis Mitternacht |

### Sonntag
| 0.05  | ARD-Nachtexpress                               | ARD-Nachtexpress                               |
| 4.05  | ARD-Radiowecker                                | ARD-Radiowecker                                |
| 6.05  | Morgenmelodie                                  | Morgenmelodie                                  |
| 8.05  | Hafenkonzert oder Melodien aus Luv & Lee       | Hafenkonzert oder Melodien aus Luv & Lee       |
| 10.05 | Sonntagsmelodie                                | Sonntagsmelodie                                |
| 11.05 | Bremen 2000 plus                               | Bremen 2000 plus                               |
| 12.05 | Melodie am Sonntagmittag                       | Melodie am Sonntagmittag                       |
| 13.05 | Bremens Tierladen                              | Bremens Tierladen                              |
| 15.05 | Dat Sünndags Radio (darin: Knaken und Plünnen) | Dat Sünndags Radio (darin: Knaken und Plünnen) |
| 17.05 | Glückwünsche und Musik                         | Glückwünsche und Musik                         |
| 18.05 | Melodie am Abend                               | Melodie am Abend                               |
| 22.05 | Melodie bis Mitternacht                        | Melodie bis Mitternacht                        |